# Constitution Act 1986
Der Constitution Act 1986, zu Deutsch Verfassungsgesetz von 1986, ist das derzeit gültige Gesetz Neuseelands, das die Rolle des Souveräns, der Exekutive, der Legislative und der Judikative regelt. Auch wenn das Gesetz als Verfassungsgesetz übersetzt werden kann, so stellt es doch keine Verfassung im Sinne des deutschen Grundgesetzes oder der Bundesverfassungen Österreichs und der Schweiz dar.
Der Constitution Act 1986 ist als eine Art Grundsatzerklärung Teil der Verfassung. Andere verfassungsgebende Elemente sind auf die neuseeländischen Gesetze, State Sector Act 1988, Electoral Act 1993, Senior Courts Act 2016, District Court Act 2016, Ombudsmen Act 1975, Official Information Act 1982, Public Finance Act 1989 und New Zealand Bill of Rights Act 1990 verteilt.
Als verfassungsgebend relevant gelten auch die englischen Gesetze wie die Magna Carta 1297, der Bill of Rights 1688, der Act of Settlement 1700 und der Imperial Laws Application Act 1988 sowie Grundsatzentscheidungen der neuseeländischen Gerichte.

## Verfassungsreform
Mit dem Inkrafttreten des Constitution Act 1986 am 1. Januar 1987 wurde der bis dahin gültige New Zealand Constitution Act 1852 ersetzt. Mit dem neuen Gesetz wurde geregelt, dass die gesetzgebende Macht nun gänzlich in Händen des neuseeländischen Parlamentes lag und das Parlament des Vereinigten Königreichs keinen gesetzgeberischen Einfluss mehr auf Neuseeland hat.
In der Einleitung des Gesetzes heißt es dazu:

„An Act to reform the constitutional law of New Zealand, to bring together into one enactment certain provisions of constitutional significance, and to provide that the New Zealand Constitution Act 1852 of the Parliament of the United Kingdom shall cease to have effect as part of the law of New Zealand.“

In Deutsch:

„Ein Gesetz, um das Verfassungsrecht von Neuseeland zu reformieren, um bestimmte Vorschriften mit verfassungsmäßiger Bedeutung in ein Gesetz zusammenzuführen und dafür zu sorgen, dass das Neuseeland-Verfassungsgesetz 1852 des Parlaments des Vereinigten Königreichs aufhören soll, als Teil der Gesetze von Neuseeland zu wirken.“

### The Sovereign
Mit dem Constitution Act 1986 erklärte Neuseeland, weiterhin die britische Krone als oberste Staatsgewalt anzuerkennen, und übertrug deren Gewalt auf den Generalgouverneur von Neuseeland als Stellvertreter der Krone. Der Generalgouverneur übernimmt repräsentative Aufgaben und ist zugleich der Vorsitzende des per Letters Patent konstituierten Executive Councils, dem neben ihm die Mitglieder des Kabinetts und alle Minister außerhalb des Kabinetts angehören.

### The Executive
Dieser Abschnitt des Gesetzes erklärt, dass alle Minister Mitglieder des House of Representatives sein müssen. Er beschreibt die Bestellung und Position von Staatssekretären, dem Generalstaatsanwalt und dem Justizminister.

### The Legislature
In diesem Abschnitt wurde festgeschrieben, dass das House of Representatives und das Parlament in seiner Form, Funktion und Bestimmung unverändert so bestehen bleiben soll, wie es in dem New Zealand Constitution Act 1852 Abschnitt 32 geregelt war. Des Weiteren regelt das Gesetz die Wahl des Speakers of the House und in welchen Zeitabständen eine General Election (Wahl) zum House of Representatives stattfinden muss.
In Part 3 Paragraph 15 des Constitution Act 1986 wurde schließlich geregelt, und das war für die weitere Loslösung Neuseelands vom Vereinigten Königreich entscheidend, dass das neuseeländische Parlament die ausschließliche Macht hatte, neuseeländische Gesetze zu beschließen und das Parlament des Vereinigten Königreiches keinen Einfluss mehr auf die neuseeländische Gesetzgebung haben sollte. Weitere Festlegungen hierzu sind im Abschnitt 5 Paragraph 26 zu finden. Die Gesetze sollten aber weiterhin durch Unterschrift der Krone bzw. ihres Vertreters, dem Generalgouverneur, Gesetzeskraft erlangen. Auch wurde geregelt, dass das Parlament die Kontrolle über die öffentlichen Finanzen des Landes besitzt.

### The Judiciary
In dem nur zwei Paragraphen umfassenden Abschnitt wurde die Position der Richter des High Court gestärkt, indem festgelegt wurde, dass die Richter nicht vom Generalgouverneur bzw. der Krone abgesetzt bzw. versetzt werden können und auch ihre Gehälter nicht reduziert werden können. Lediglich dem House of Representatives wurde das Recht zugestanden, bei Fehlverhalten eines Richters ihn seines Amtes zu entheben.

## Geschichte
1984 verursachte Premierminister Robert Muldoon von der National Party nach einer verlorenen Wahl und der daraus resultierenden Übergabe der Amtsgeschäfte an David Lange von der Labour Party eine Verfassungskrise. Gründe waren eine verschuldete Staatskasse mit hohen Zinslasten, eine Wirtschaftskrise im Land und die Weigerung von Robert Muldoon, einer als dringend empfohlenen Abwertung des Neuseeland Dollars noch vor der Übergabe der Amtsgeschäfte an seinen Nachfolger zuzustimmen. Er widersetzte sich so einer Gepflogenheit in Neuseeland, bei der bei einem Regierungswechsel der scheidende Regierungschef Anweisungen des neuen Regierungschefs bis zu seiner Vereidigung ausführt. So entstand aus einer Wirtschafts- und Finanzkrise eine Verfassungskrise. Dazu kam, dass die Māori verstärkt ihre Rechte gegenüber der Krone und die Einhaltung des Treaty of Waitangi einforderten.
Es war ein Anliegen der vierten Labour-Regierung (1984–1990) unter dem Premierminister David Lange und dem Justizminister Geoffrey Palmer die Verfassungsreform und die Parlamentsreform durchzuführen. Die Autonomie und Verantwortlichkeit der Exekutive und die des Parlamentes sollten gestärkt, die Abläufe im parlamentarischen Alltag modernisiert und die Administration reorganisiert werden. Auch wurde die Rolle des Speakers in den parlamentarischen Gremien gestärkt.
Geoffrey Palmer, Justizminister und stellvertretender Premierminister, war Motor der Verfassungsänderung. Er stellte auf Grund der Erfahrung mit Muldoon eine Expertenrunde zusammen, die die Aufgabe hatte, die neuseeländischen Gesetze unter Verfassungsgesichtspunkten zu prüfen und in einem Abschlussbericht Vorschläge zur Änderung der verfassungsgebenden Gesetze zu machen.
Im Februar 1986 wurde der Bericht des Officials Committee on Constitutional Reform dem Parlament vorgestellt. Darauf basierend kam der Constitution Act 1986 Mitte 1986 zur Lesung in das Parlament und wurde am 13. Dezember 1986 mit der Mehrheit der Labour- und National-Abgeordneten verabschiedet. Das Gesetz trat damit am 1. Januar 1987 in Kraft.